# Roger Cáceres Pérez
Roger Luis Cáceres Pérez (San Román, 1 de junio de 1961) es un político peruano. Fue congresista de la república durante el periodo 2000-2001 y alcalde de la provincia de Arequipa en 1996. También se desempeñó como alcalde del distrito de Yanahuara de 1990 hasta 1992.

## Biografía
Nació en la provincia de San Román, ubicado en el departamento de Puno, el 1 de junio de 1961. Es hijo del exalcalde arequipeño, Luis Cáceres Velásquez, y de Marina Pérez Carbajal.
Realizó sus estudios primarios en el Colegio San Román de Juliaca y los secundarios en el Colegio San Francisco de Arequipa. Luego laboró como comerciante en Arequipa de 2000 a 2007 y como gerente general de Tranvia Tours S.A. desde el 2008.

## Carrera política
Se inició en la política como militante del Frente Nacional de Trabajadores y Campesinos (FRENATRACA), partido fundado y liderado por su padre y sus tíos.

### Alcalde de Yanahuara
En las elecciones municipales de 1989, participó como candidato a la alcaldía del distrito de Yanahuara y luego resultó elegido como alcalde para el periodo municipal 1990-1993.
Culminando su gestión, intentó la  en las elecciones municipales de 1993, sin embargo, no resultó elegido.

### Alcalde de Arequipa
Roger Cáceres luego postula a la alcaldía de la ciudad de Arequipa elecciones municipales de 1993 sin tener éxito. Finalmente, en las elecciones municipales de 1995, Cáceres fue elegido como alcalde de la provincia de Arequipa por el FRENATRACA para el periodo municipal 1996-1998.
Intentó su reelección al cargo pero no tuvo éxito en las elecciones de 1998.

### Congresista de la República
Para las elecciones generales del año 2000, se integró junto a su padre al Frente Popular Agrícola del Perú (FREPAP) de Ezequiel Ataucusi y postularon al Congreso de la República. Cáceres luego resultó elegido como congresista de la república, con 39,428 votos, para el periodo parlamentario 2000-2005. Sin embargo, a pocos día de su juramentación, Cáceres junto a su padre Luis Cáceres Velásquez, se pasó a las filas de la alianza fujimorista Perú 2000. Al juramentar realizó gestos obscenos a los congresistas de la oposición.
En noviembre del 2000, su cargo parlamentario fue reducido hasta el 2001 tras la publicación de los Vladivideos y la renuncia de Alberto Fujimori a la presidencia de la república mediante un fax desde Japón. Luego renunció a Perú 2000 y pasó a formar parte de la bancada Con Fuerza Perú liderada por María Jesús Espinoza Matos.
Para las elecciones regionales y municipales del 2014, Cáceres regresó a la política como candidato a la alcaldía del distrito de Yanahuara por Vamos Perú, sin embargo, no resultó elegido tras la victoria de Elvis Delgado.

## Controversias
Ante su controvertido pase a las filas de la alianza fujimorista Perú 2000, Cáceres fue investigado junto a otros parlamentarios que formaron el transfuguismo y se confirmó que Cáceres habría recibido US$20.000 del exasesor presidencial Vladimiro Montesinos en el Servicio de Inteligencia Nacional. Luego, fue condenado a cuatro años de prisión suspendida por los delitos de cohecho pasivo impropio y receptación en agravio del Estado.
También figura en la lista de candidatos a deudores judiciales junto a su padre Luis Cáceres Velásquez.